# Канализационная насосная станция

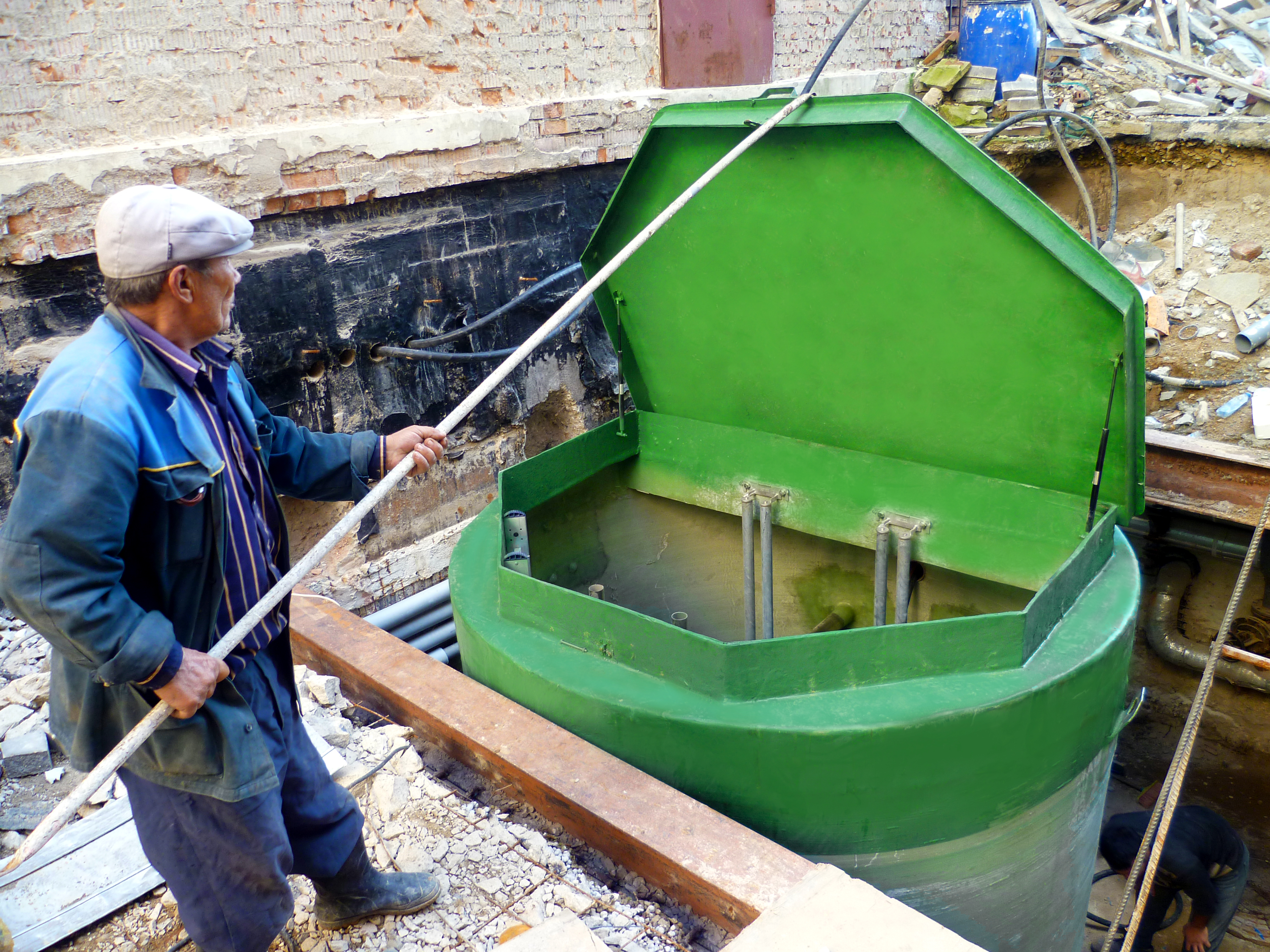
Пусконаладка КНС

Канализационная насосная станция (сокр. КНС) представляет собой целый комплекс гидротехнического оборудования и сооружений, который используется для перекачки хозяйственно-бытовых, промышленных или ливневых сточных вод в тех случаях, когда их отведение самотёком невозможно.

## Канализационная насосная станция
Такие станции следует использовать в тех случаях, когда жидкость самостоятельно не транспортируется.
Принцип работы такой станции заключается в том, что по трубопроводу стоки попадают в приёмную (нижнюю) часть, где расположены насосные агрегаты. На трубопроводах насосных агрегатов установлены обратные клапаны, именно они не дают сточным водам попадать обратно в трубопровод. В нижней части КНС располагается корзина, удерживающая крупный мусор, чтобы он не попал в насос. Для очистки корзины и обслуживания насоса внутрь можно попасть через люк, расположенный в верхней части КНС. Для извлечения насоса предусмотрены цепь и направляющая труба, а для того, чтобы спуститься вниз, в колодце станции есть лестница и площадка обслуживания. Отслеживание работы насосов ведётся с помощью датчиков с внесением их описания.
В зависимости от назначения и места расположения КНС подразделяются на локальные, перекачивающие сточные воды от объекта водоотведения до канализационного коллектора, а также главные, то есть перекачивающие сточные воды от объекта водоотведения на очистные сооружения.

### Конструкция КНС
Наиболее часто строятся канализационные насосные станции шахтного типа. Круглая в плане форма обуславливается опускным способом строительства. Для станции большой пропускной способности, оборудованной насосами со значительной высотой всасывания, целесообразна схема с отдельно стоящим приёмным резервуаром. При совмещении машинного отделения с приёмным резервуаром последний вытягивают вдоль машинного отделения. Подземная часть выполняется из железобетона, футерованого пластиковой оболочкой, бетона или стеклопластика.

### Составные части
Приёмный резервуар оборудуется решёткой или водобойной пластиной. Решётка предназначена для задержания крупного мусора.
Необходимый объём приёмного резервуара определяют по графику притока и откачки сточных вод.
Насосы подбирают по требуемому напору и максимальной подаче насосной станции.
Напорный трубопровод выполняют чаще всего в две линии из стальных или пластиковых труб.

### Принцип работы КНС
Существует два режима работы КНС:
- Автоматический (основной) режим
  - Расчётная нагрузка — насосы, включаясь попеременно, откачивают приходящие стоки.
  - Пиковая нагрузка — наступает в том случае, когда количество приходящих стоков превышает производительность одного насоса. При наполнении станции до критической отметки дополнительно включается второй насос, тем самым увеличивая производительность канализационной насосной станции вдвое.
  - Аварийная ситуация — при наполнении станции до аварийного уровня срабатывает световая и звуковая сигнализация. Переполнение может быть вызвано отключением насосов, увеличением объёма приходящих стоков либо другими причинами.
- Ручной режим

В ручном режиме включение и отключение каждого насосного агрегата производится с помощью кнопок «Пуск» и «Стоп», соответственно для каждого насосного агрегата. Светодиодные индикаторы щита обеспечивают контроль работы и отключения насосных агрегатов.